# Ladislav Koubek (politik)
Ladislav Koubek (14. nebo 15. května 1887 Praha – 3. února 1962 Praha) byl český a československý pedagog a politik Komunistické strany Československa; poválečný poslanec Ústavodárného Národního shromáždění a Národního shromáždění ČSR.

## Biografie
Pocházel z učitelské rodiny. Vystudoval učitelský ústav. Patřil mezi zakladatele Učitelské unie. Už za první republiky byl představitelem komunistických učitelských odborů. V meziválečné době napsal odbornou knihu Sociologický výzkum žáků měšťanských škol (1936). V roce 1946 se uvádí jako ředitel měšťanské školy a expert ministerstva školství a osvěty.
V parlamentních volbách v roce 1946 byl zvolen poslancem Ústavodárného Národního shromáždění za KSČ. V parlamentu setrval do konce funkčního období, tedy do voleb do Národního shromáždění roku 1948, v nichž byl zvolen do Národního shromáždění za KSČ ve volebním kraji Praha. Mandát zastával do konce funkčního období, tedy do roku 1954.
Po druhé světové válce se stal předsedou Svazu zaměstnanců školství a osvěty v rámci ROH. Podporoval snahy Zdeňka Nejedlého o unifikaci československého školství podle sovětského vzoru a často byl vysílán do zahraničí na mezinárodní konference pedagogů jako zástupce tzv. pokrokových učitelů z lidově demokratických států. V letech 1951–55 se stal velvyslancem v Rakousku, v době jeho úřadování byl z Rakouska unesen exministr Bohumil Laušman. Hned po návratu z Rakouska byl penzionován. Zemřel v únoru 1962.

## Politický postoj, ocenění
V roce 1946 podepsal prokomunistické „Májové poselství kulturních pracovníků českému lidu!“ publikované před květnovými volbami do Ústavodárného Národního shromáždění. Tento předvolební manifest komunistů podepsalo celkem 843 kulturních pracovníků a komunisté volby vyhráli. Později podepsal prokomunistickou výzvu Kupředu, zpátky ni krok!, jež byla vydána dne 25. února 1948 pro podporu komunistického převratu.
Byl mu udělen Řád 25. února a Řád práce.